# Société hydroélectrique piémontaise
La Société hydroélectrique piémontaise (en italien : Società idroelettrica piemontese, SIP) était une firme italienne active de 1918 à 1964. Initialement présente dans le secteur de l'électricité, elle a ensuite étendu ses activités à la téléphonie.

## Histoire
La Société hydroélectrique piémontaise provient d'une fusion, le 19 avril 1918, entre la Società Elettrometallurgica di Pont Saint Martin (Société électrométallurgique de Pont Saint Martin, fondée en 1887 et basée à Milan, avec la Società Idroelettrica Valle d'Aosta (Société hydroélectrique de la Vallée d'Aoste). La Banca Commerciale Italiana avait en effet augmenté le capital de la Société électrométallurgique de Pont Saint Martin de 2,5 à 15 millions de lires, permettant cette fusion. La nouvelle SIP se basa à Turin. Progressivement, la SIP devient l'une des firmes les plus importantes sur le marché italien de l'énergie électrique, acquérant diverses autres entreprises d'hydroélectricité.
Le 1er juillet 1925, le territoire national fut divisé en cinq zones pour la téléphonie, et des concessions accordées à Stipel, fondée en octobre 1924 et contrôlée par la SIP, la Telve, Timo, Teti et la SET. La Stipel couvrait la Lombardie et le Piémont. Après le choc créé par la Grande Dépression et la formation de l'IRI (Institut de reconstruction industrielle), la SIP fut recapitalisée par l'IRI à hauteur de plus d'un milliard de lires. Le passif de la Société hydroélectrique piémontaise dépassait 600 millions de lires fin 1933 et ses titres étaient tombés de 250 à 20 lires.
Le 21 octobre 1933, l'IRI fonde la STET, avec comme coactionnaires la Stipel, Telve et Timo. 
En 1947, la STET rachète TETI et la SET.
Avec l'instauration du monopole de l'ENEL par la loi du 27 novembre 1962, promulguée sous le gouvernement d'Amintore Fanfani (DC). Le secteur électrique est nationalisé en 1964. Finalement, la Stipel, Telve, Timo, Tetit, et la SET dépendant de la Société hydroélectrique piémontaise fusionnèrent, prenant le nom de SIP - Società Italiana per l'Esercizio Telefonico, qui deviendra Telecom Italia.